# Staroměstský hřbitov
Staroměstský hřbitov je částečně zaniklý hřbitov u kostela svatého Jana Křtitele a svatého Prokopa v Českých Budějovicích v oblasti bývalého Starého Města. Jeho vznik se datuje do první čtvrtiny 13. století. Poslední pohřeb proběhl v roce 1889. V 60. letech 20. století při výstavbě panelového sídliště byla novější část hřbitova změněna na park a starší kolem kostela ponechána, avšak bez údržby. K větší opravě došlo až počátkem 21. století.

## Historie

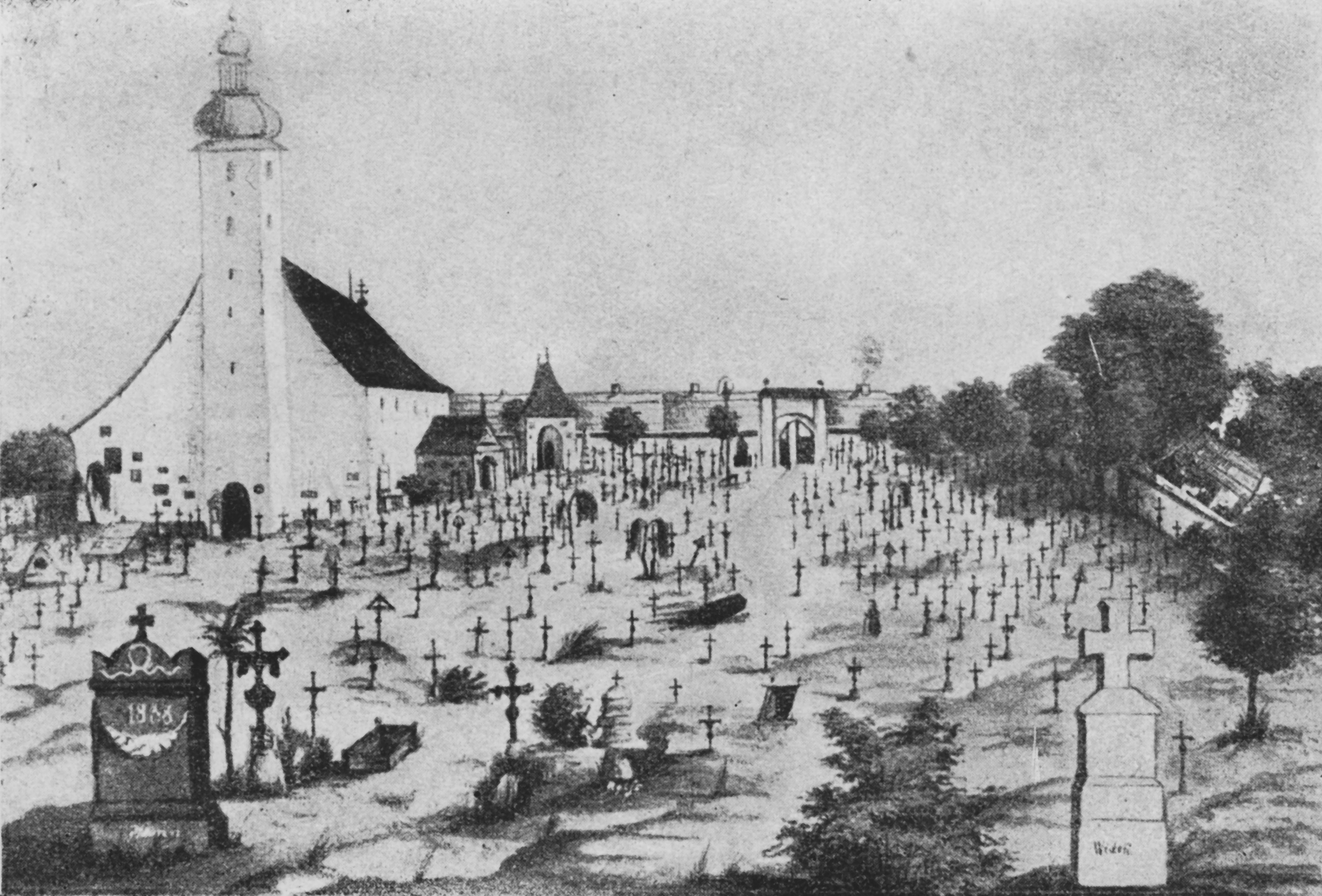
Hřbitov v Albu starých Budějovic

Jednalo se o nejstarší budějovický hřbitov, založený spolu s kostelem ve 13. století. Původně sloužil pro obyvatele předměstí, vojáky a okolní vsi. Po roce 1784, kdy zanikl hřbitov u katedrály, se Staroměstský hřbitov opět stal závazným i pro obyvatele Budějovic. Původní hřbitov byl několikrát zvětšen, zejména v letech 1686, 1742 a 1838. V 70. letech 19. století se opět začalo jednat s majiteli okolních pozemků o zvětšení hřbitova, nakonec však došlo pouze ke zbourání bývalé školy. V roce 1885 bylo konečně rozhodnuto o vybudování nového hřbitova. Jako poslední zde byl pohřben učitel Stanislav Illichmann 23. dubna 1889, ve stejný den se konal i první pohřeb na novém hřbitově. Hřbitov byl i nadále udržován a staral se o něj bývalý hrobník.
Začátkem 20. století město rozhodlo, že bude hřbitov zcela zrušen, proti čemuž protestoval klub Za staré Budějovice v čele s A. Trägerem, který navrhoval přeměnu hřbitova na park. Ke zrušení tedy zatím nedošlo. Hřbitov měl ještě několik desítek let svého hlídače, který bydlel v domku přímo na hřbitově. K zániku došlo až při přeměně Starého Města v panelové sídliště v 60. letech. Byla zachována pouze nejstarší část hřbitova, mladší část byla přeměněna v park. Hřbitov však nebyl nadále udržován a pustl. K obnově došlo až na přelomu století, kdy byly na zdi kostela i hřbitova osazeny restaurované náhrobní desky některých významných občanů.

## Současnost
Areál hřbitova s kostelem je památkově chráněn. U východní zdi byla zachována řada klasicistních a pseudoslohových hrobek. Mezi zajímavosti patří i kříž zarostlý do stromu.
V bývalém domku hrobníka je skautská klubovna.

## Významné osobnosti zde pohřbené
Řazení podle data úmrtí

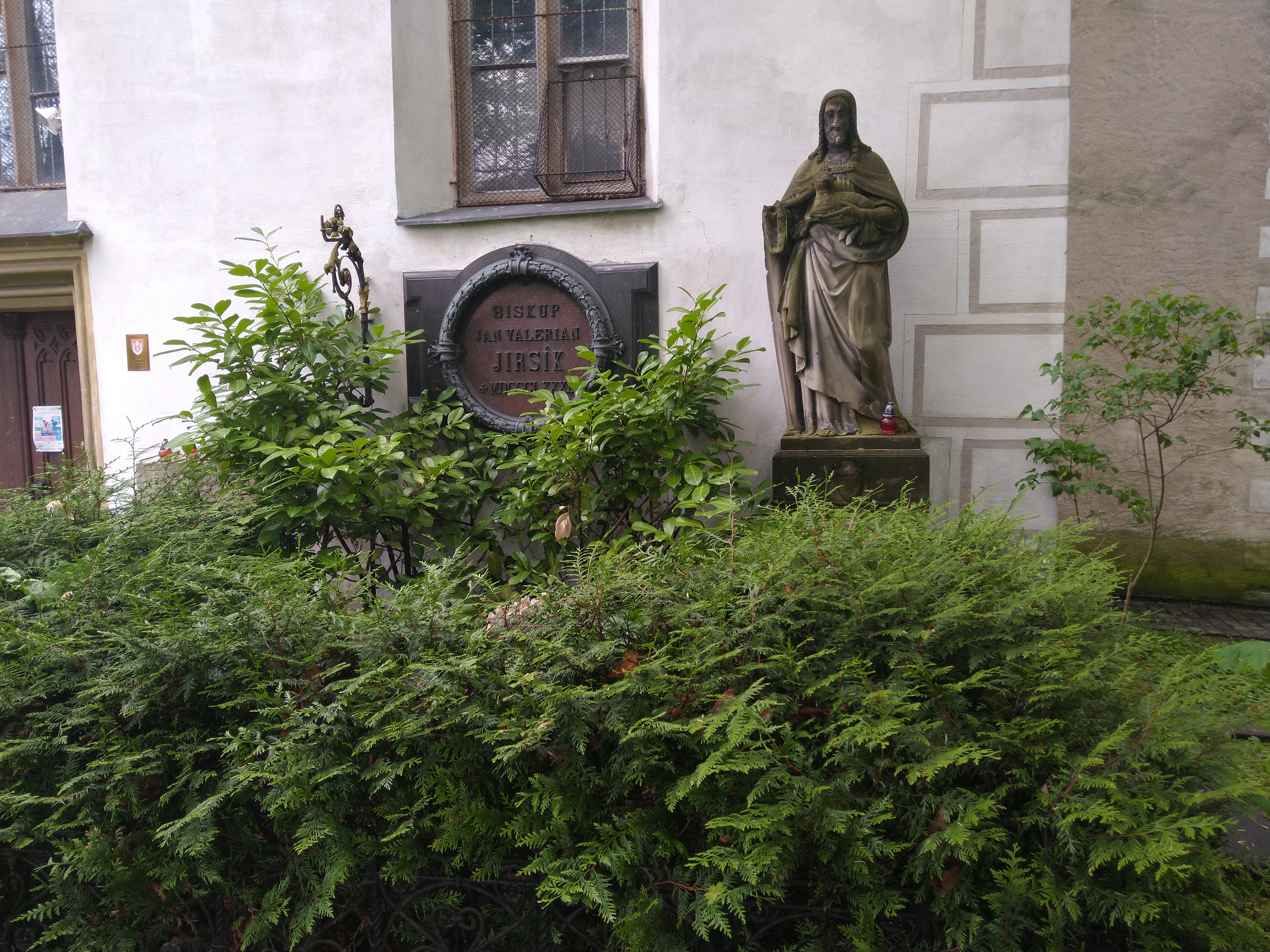
Hrob biskupa Jirsíka

- Jan Prokop Schaaffgotsche (1748–1813), první českobudějovický biskup
- František Eusebius Daublebský ze Sternecku (1750–1815), zasedal v městské radě, v letech 1788–1815 byl purkmistrem, pocházel z významné českobudějovické patricijské rodiny
- Ferdinand baron von Haering (1732–1822), vysoký důstojník rakouské armády, do roku 1809 byl velitelem 4. dělostřeleckého pluku, nositel vojenského řádu Marie Terezie[2]
- Matthäus Wenzel Klaudi (1778–1824), rudolfovský rodák, českobudějovický městský úředník a zakladatel budějovické nemocnice
- Thadeus Lanna (1773–1828), otec Vojtěcha Lanny, podnikal ve stavbě lodí a lodní dopravě
- Franz Josef Pachner, rytíř z Eggendorfu (1753–1841), patřily mu Remlovy Dvory, panství a zámek v Poříčí a zřícenina středověkého hradu Maškovce. V rodinné hrobce je pohřbena i jeho druhá manželka Josefina, dcera českobudějovického purkmistra Vinzenze Strandla
- Friedrich Claudi (1808–1842), bratr Eduarda Claudiho, českobudějovický lékař; jeho manželka Eleonora (1810–1842) a jejich syn Ludwig (1841–1842)
- Arnošt Konstantin Růžička (1761–1845), druhý českobudějovický biskup
- Josef Ondrej Lindauer (1784–1850), třetí českobudějovický biskup
- Josef Sandner (* asi 1803–1861), městský stavitel,[3] ve zrušené části
- Felix Zdarssa (1807–1861), biskupský knihtiskař, knihkupec, redaktor a vydavatel listu Budweiser Wochenblatt
- Kajetán Matouš Bernert  (1804–1862), též Cajetan Matthäus Bernert, kněz řádu piaristů a profesor teologie[4][5]
- Johann Kogler (1822–1866), zasloužilý pedagogický pracovník, který ještě krátce před svou smrtí stál u počátku českobudějovického německého učitelského ústavu
- Ernst Franz Richter (1817–1870), magistrátní úředník, v revolučním roce 1848 začal vydávat první budějovické noviny
- František Josef Klavík (1798–1878), starosta Českých Budějovic, poslanec Českého zemského sněmu, ve zrušené části
- Vojtěch Mokrý (1803–1882), probošt v Českých Budějovicích, katolický publicista[6]
- Jan Valerián Jirsík (1798–1883), čtvrtý českobudějovický biskup
- Eduard Claudi (1810–1884), starosta Českých Budějovic, poslanec Českého zemského sněmu a Říšské rady, ve zrušené části
- Hynek Zátka (1808–1886), český podnikatel z českobudějovického rodu Zátkových, poslanec Českého zemského sněmu a Říšské rady; jeho manželka Terezie (1819[pozn. 1]–1878)[7]
- Anton Ferus (19. července 1840[8] – 31. března 1887[9]), špeditér a obchodník, zakladatel firmy
- Stanislav Illichmann (12. listopadu 1850[10] – 21. duben 1889[11]), učitel německé obecné školy; poslední pohřbený na tomto hřbitově[12]

1. ↑  Datum narození 1849 uvedené v citovaném zdroji není s ohledem na datum svatby 1843 možné; podle ostatních zdrojů (např.) se narodila 1819 a jde tedy o tiskovou chybu